# Donuca
Donuca é um gênero de traça pertencente à família Arctiidae.